# Libros
Libros – gmina w Hiszpanii, w prowincji Teruel, w Aragonii, o powierzchni 37,91 km². W 2011 roku gmina liczyła 141 mieszkańców.